# Lípa Na Zelené
Lípa Na Zelené je lípa velkolistá, která roste v Táboře v ulici Na Bydžově v soukromé zahradě, poblíž železničního mostu a bývalé Křižíkovy motorové elektrárny u řeky Lužnice. Lípa je památný strom registrovaný pod číslem 102638 AOPK.

## Základní údaje
- název: Lípa Na Zelené,[3] též Lípa velkolistá[2]
- druh: lípa velkolistá (Tilia platyphyllos Scop.)
- obvod: 440 cm (v roce 2001)[3]
- ochranné pásmo: ze zákona, tj. ve tvaru kruhu o poloměru desetinásobku průměru kmene měřeného ve výši 130 cm nad zemí
- věk: 280 let (odhad z roku 2001)
- památný strom ČR: od 18. dubna 1973
- umístění: kraj Jihočeský, okres Tábor, obec Tábor

## Stav stromu a údržba
V roce 2002 byla koruna stromu zčásti poškozena vichřicí. V roce 2010 byla instalována bezpečnostní vazba a byl proveden odlehčovací řez větve zasahující nad stezku. V září roku 2011 byl strom napaden dřevokaznou houbou chorošem šupinatým. V kmeni i v kosterních větvích je dutina.

## Památné stromy v okolí
- František a Alžběta
- Hradební lípa

## Galerie

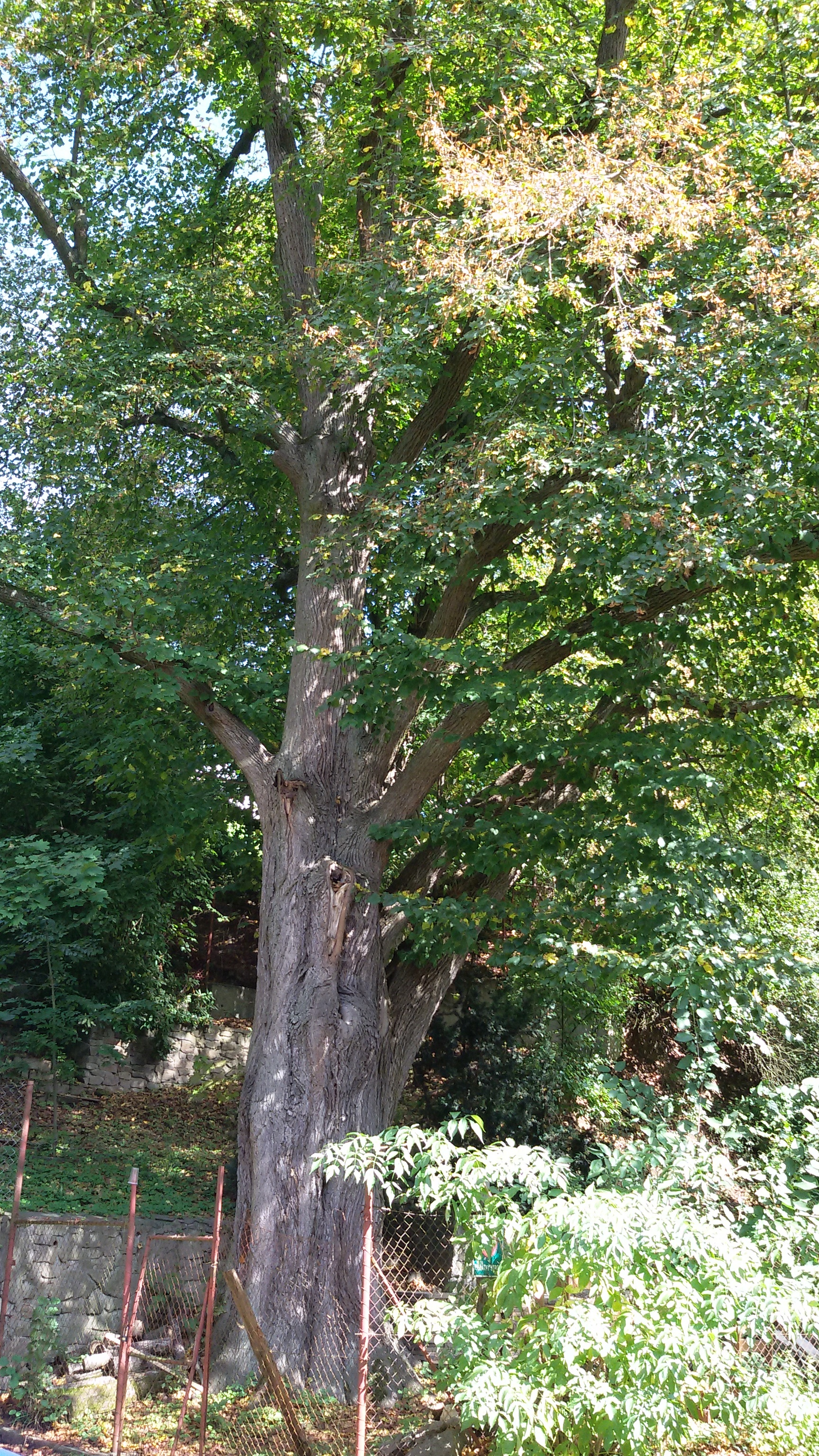
Pohled od západu
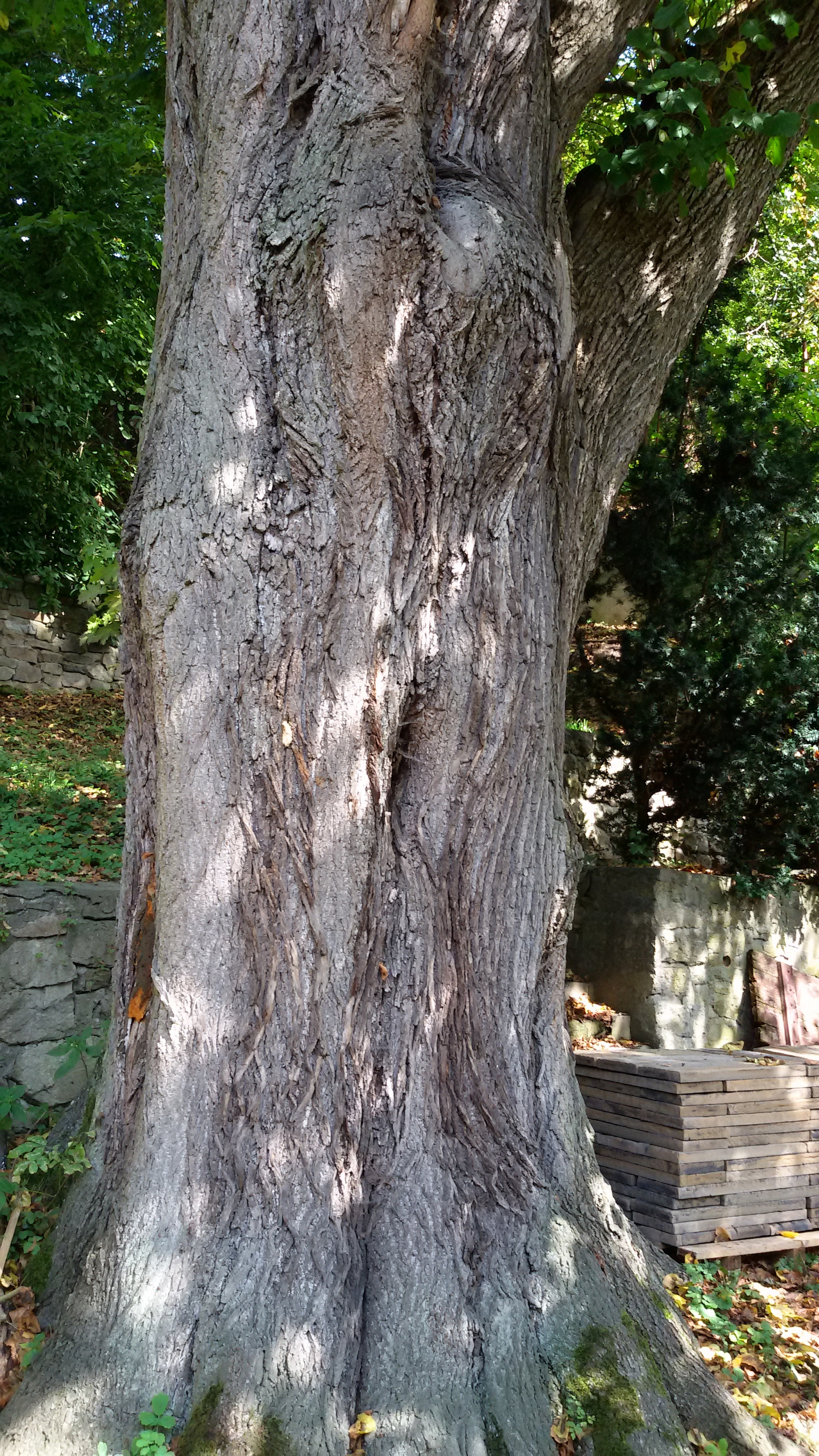
Detail kmenu, spodní část
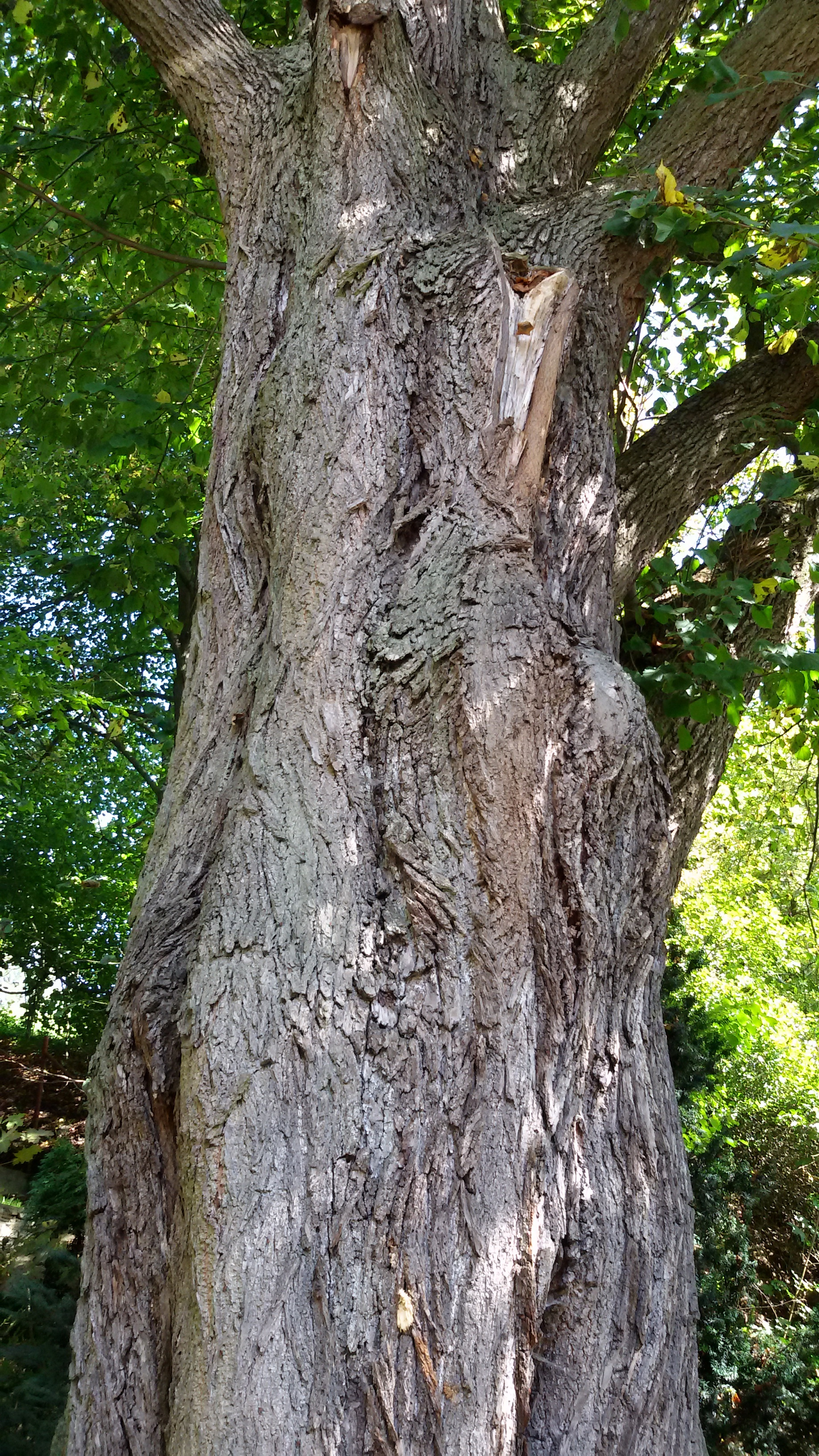
Detail kmenu, horní část